# Titularbistum Novae
Das Bistum Novae (italienisch diocesi di Nove, lateinisch Dioecesis Novensis in Moesia) ist ein Titularbistum der römisch-katholischen Kirche. Es geht zurück auf ein früheres Erzbistum der antiken Stadt Novae in der römischen Provinz Moesia inferior (Niedermösien) im Norden Bulgariens.
| Titularbischöfe von Novae |                      |                                                  |                    |                 |
| Nr.                       | Name                 | Amt                                              | von                | bis             |
| 1                         | Irynej Bilyk OSBM    | Weihbischof in Iwano-Frankiwsk (Ukraine)         | 16. Januar 1991    | 21. Juli 2000   |
| 2                         | Mihai Frățilă        | Weihbischof in Făgăraş und Alba Iulia (Rumänien) | 27. Oktober 2007   | 29. Mai 2014    |
| 3                         | Stephen Lee Bun Sang | Weihbischof in Hongkong (Volksrepublik China)    | 11. Juli 2014      | 16. Januar 2016 |
| 4                         | Ducange Sylvain SDB  | Weihbischof in Port-au-Prince (Haiti)            | 4. Juni 2016       | 8. Juni 2021    |
| 5                         | Gaetano Castello     | Weihbischof in Neapel (Italien)                  | 27. September 2021 |                 |